# Europamästerskapen i orientering
Europamästerskapen i orientering (European Orienteering Championships, EOC) anordnades 1962 och 1964 för att därefter ersättas av världsmästerskapen i orientering. Mästerskapen återupptogs 2000 och arrangeras vartannat år. Från och med 2020 delades mästerskapen upp i skogs- och sprint-EM, som turas om vartannat år
Från 2002 har också arrangerats Ungdoms EM (European Youth Orienteering Championships, EYOC) för orienterare i åldern 14-16 år (M/W 16) och 16-18 år (M/W 18).

## Mästerskapstävlingar (EOC)
| År   | Datum           | Plats          |
| ---- | --------------- | -------------- |
| 1962 | 22–23 september | Løten          |
| 1964 | 26–27 september | Le Brassus     |
| 2000 | 30 juni–4 juli  | Truskavets     |
| 2002 | 25–30 september | Sümeg          |
| 2004 | 10–17 juli      | Roskilde       |
| 2006 | 7–14 maj        | Otepää         |
| 2008 | 25 maj–1 juni   | Ventspils      |
| 2010 | 27 maj–6 juni   | Primorsko      |
| 2012 | 14–20 maj       | Falun och Mora |
| 2014 | 9–16 maj        | Palmela        |
| 2016 | 25–31 maj       | Jeseník        |
| 2018 | 5–13 maj        | Ticino         |
| 2020 | 19–23 augusti   | Rakvere        |
| 2021 | 13–16 maj       | Neuchâtel      |
| 2022 | 3–7 augusti     | Rakvere        |
| 2023 | 4–8 oktober     | Verona         |
| 2024 | 15-20 augusti   | Mór            |

1. ↑  Inställd på grund av covid-19-pandemin.

## Mästerskapstävlingar (EYOC)
| År   | Datum                 | Plats                       |
| ---- | --------------------- | --------------------------- |
| 2002 | 21–23 juni            | Gdynia, Polen               |
| 2003 | 19–22 juni            | Pezinok, Slovakien          |
| 2004 | 25–27 juni            | Salzburg, Österrike         |
| 2005 | 23–26 juni            | Šumperk, Tjeckien           |
| 2006 | 29 juni–2 juli        | Škofja Loka, Slovenien      |
| 2007 | 22–24 juni            | Eger, Ungern                |
| 2008 | 10–12 oktober         | Solothurn, Schweiz          |
| 2009 | 2–5 juli              | Kopaonik, Serbien           |
| 2010 | 1–4 juli              | Soria, Spanien              |
| 2011 | 23–26 juni            | Jindřichův Hradec, Tjeckien |
| 2012 | 28 juni–1 juli        | Bugeat, Frankrike           |
| 2013 | 24–27 oktober         | Caldas da Rainha, Portugal  |
| 2014 | 25–28 juni            | Strumica, Makedonien        |
| 2015 | 25–28 juni            | Cluj-Napoca, Rumänien       |
| 2016 | 30 juni – 3 juli      | Jarosław, Polen             |
| 2017 | 29 juni – 7 juli      | Banská Bystrica, Slovakien  |
| 2018 | 28 juni – 1 juli      | Veliko Tarnovo, Bulgarien   |
| 2019 | 27–30 juni            | Grodno, Belarus             |
| 2020 | framflyttad till 2022 | Salgotarjan, Ungern         |
| 2021 | 19–22 augusti         | Vilnius, Litauen            |
| 2022 | 1–4 juli              | Salgotarjan, Ungern         |
| 2023 | 22–25 juni            | Velingrad, Bulgarien        |
| 2024 | 21–24 juni            | Szczecin, Polen             |

### Webbkällor
- ”European Orienteering Championship senior, statistics 1962-1964, 2000-” (på engelska). Norska Orienteringsförbundet. Arkiverad från originalet den 23 augusti 2011. https://web.archive.org/web/20110823153924/http://old.orientering.no/resultater/emres.asp. Läst 29 september 2012.
- ”Regional Championships” (på engelska). Internationella Orienteringsförbundet. http://orienteering.org/calendarresults/foot-orienteering/regional-championships/. Läst 29 september 2012.